# Dolichomitus fortis
Dolichomitus fortis là một loài tò vò trong họ Ichneumonidae.